# Piccola Costituzione del 1947
La Piccola Costituzione del 1947 (in lingua polacca: Mała Konstytucja z 1947) fu una costituzione temporanea scritta dal Sejm (Parlamento polacco) dominato dai comunisti. La costituzione confermò la pratica della divisione dei poteri e rafforzò il potere del Sejm. Fu rinnovata nel 1949, 1950 e 1951; riconobbe alcuni articoli della precedente Costituzione Polacca di Marzo (1921) e del Manifesto del PKWN (1944), e fu abrogata nel 1952 dalla nuova Costituzione della Repubblica Popolare Polacca.